# أزوما يانو
أزوما يانو (باليابانية: 矢野東؛ بالكانا: やの あずま) هو لاعب غولف ياباني، ولد في 6 يوليو 1977 في غونما في اليابان.

## وصلات خارجية
- أزوما يانو على موقع رابطة اليابان للاعبي الغولف المحترفين (الإنجليزية)
- أزوما يانو على موقع التصنيف العالمي الرسمي للغولف (الإنجليزية)